# خالد آل سيف
خالد بن مساعد بن سيف بن عبد العزيز السيف (1953 - 18 فبراير 2024)، رجل أعمال سعودي ورئيس مجموعة السيف العاملة في مجالات الصحة والرعاية والبناء. وهو والد الأميرة رجوة الحسين.

## أعماله
شغل منصب رئيس مجلس الأدارة والرئيس التنفيذي لمجموعة السيف. وكان عضو في مجلس إدارة مجلس الأعمال السعودي الأمريكي، ومدير لشركة هبات للاستثمار. شغل أيضًا منصب رئيس مجلس إدارة شركة الوادي الأخضر للاستثمار، وشركة إيثار للاستثمار في المملكة العربية السعودية، وكذلك عضوية مجلس إدارة كل من مجلس الأعمال السعوي البريطاني، وغرفة التجارة العربية البريطانية، وجمعية الرياض الخيرية للعلوم في جامعة الأمير سلطان، بين عامي 2004 و2008.

## وفاته
تُوفي خالد آل سيف في 8 شعبان 1445هـ الموافق 18 فبراير 2024م عن عمر ناهز الحادية والسبعين، ونعاهُ الدِّيوان الملكي الهاشِمي الأُردني، وأمر الملك عبد الله الثاني بن الحسين أعلان الحِداد في البلاط الملكي الهاشمي لمدة 3 أيام.

## انظر ايضا
- هنري غريفز
- عماد سلامة